# حق السيد

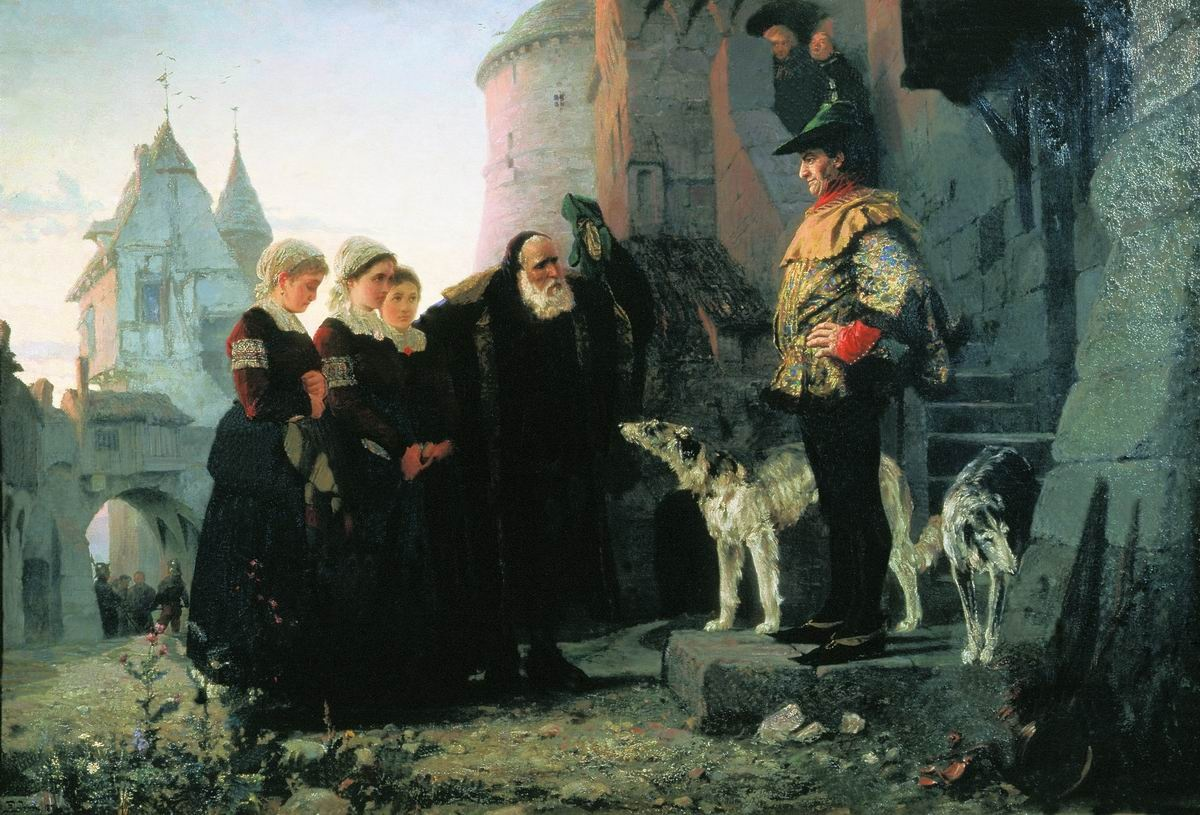
فاسيلي بولينوف: لوحة Le droit du Seigneur (حق السيد) - 1874.
لوحة من العصر الفيكتوري تمثل رجلاً مسناً جالباً بناته لسيدهم الإقطاعي

حق السيد أو حق الليلة الأولى هو حق لإمضاء ليلة الزواج الأولى وفض غشاء البكارة ممنوح لكاهن أو ملك أو زعيم أو نبيل والمفترض كمباركة للزواج الفردي.

## حالات من حق السيد
عند بعض قبائل البرازيل يمنح حق السيد إلى الرجل الطبيب أو إلى الزعيم. ولدى الأوراك وعدة قبائل تسكن مقاطعة باريا كان على كل خطيبة عذراء أن تمضي الليلة الأولى مع الكاهن. وفي كومانا، في فنزويلا الحالية كانت الزوجات الشرعيات، ولكن ليست الخليلات، يمضين الليلة الأولى عند أحد الكهنة، وكان عدم الانصياع لهذا العرف يعتبر جريمة كبرى [محل شك]. وكانت قبائل الكاريبي في كوبا تحظر حظراً تاماً على العريس أن ينام مع عروسه خلال الليلة الأولى للعرس، فإذا كان العريس أحد الزعماء يدعو زعماء آخرين للنوم مع خطيبته، وإذا كان من طبقة أدنى، يدعو أقرانه، ولكن أبناء الطبقة الأدنى كانو ينشدون في تلك المناسبة عون زعمائهم وكهنتهم. وفي غواتيمالا كان العرف يقضي بأن يمضي الكاهن الأكبر الليلة الأولى مع عروس جديدة. وعند سكان نيكاراغوا الأصليين كان هناك رجل يعتبرونه كاهناً ويقيم في هيكل، وكان هو الذي يجب أن ينام مع العروس في الليلة السابقة لعرسها. عند البالاتي في السنغال لا يملك الملك حق الحياة والموت على رعيته فقط، وإنما أيضاً حق السيد في كل قبيلة، ولا يمكن للفتاة أن تتزوج إلا بعد أن يقوم هو بفض بكارتها.

## تفسيرات
بعض الباحثين في هذا المجال مثل فرنشيسكي وفيراي وفان لينشوتن وهيل وروث وغيرهم أعتبرو القبول بهذه الظاهرة كخشية من العريس بفض بكارة عذراء.
وهناك رابط وثيق بين الخشية من فض البكارة والخوف من دم الزواج. وفي أدب الفيدا يعتبر دم الزواج نوعاً من السم ومصدراً لمخاطر عديدة. ويمكن أن ينظر إلى دم الزواج على أنه خطر على الولد أيضاً.
ويفسر بعض الباحثين قبول رجال آخرين بالقيام بهذا الأمر بدلاً من الزوج على الرغم من الخطورة بحسب معتقداتهم، من خارج إطار مصلحتهم المادية فيه. حيث كان هناك معتقد بأن الخطيب هو في حالة خطر وأنه بالتالي حساس لكل المؤثرات السلبية، ومن هنا يكون الفعل المفترض خطيراً بالنسبة له يكون غير مؤذ أو قليل الأذى بالنسبة للآخرين. ويتم فض البكارة أحياناً من قبل غرباء لا يحسون بالضرورة بنفس خشية السكان المحليين، وفي حالات أخرى يتم على يد رجل مقدس تتيح له قداسته أن يؤدي دون خطر ما قد يكون خطيراً بالنسبة للبشر العديين، ولإن تدخله في الأمر حسب المعتقدات، يعتبر مفيداً للفتاة أو مباركة للزوجين. كما يفسر البعض حق السيد الممنوح لسيد أو ملك يمكن أن يؤدي خدمات تبعاً لأفكار شبيهة بالتي تحصر حق فض البكارة برجال الدين.

## حق السيد في الأفلام
صور حق الليلة الأولى في الفيلم الأمريكي قلب شجاع (Braveheart) كإستراتيجية ونهج اتبعه الإنجليز ضد سكان إسكتلندا الأساسيين حيث يحق للإنجليزي بان يبيت مع زوجة الإسكتلندي في الليلة الأولى من زواجهما، لذلك تزوج وليام والاس الشخصية الرئيسية في الفيلم من حبيبته سراً.

## أمثلة لحق السيد خارج أوروبا
في آواخر القرن التاسع عشر، قام أشياخ أكراد في قبائل الأناضول باغتصاب عرائس أرمنية في ليلة زواجهن (كجزء من ما كان يعرف آنذاك بنظام الخافر أو الحفير).
لم يكن الزواج بمعناه الغربي معروفا في الجزر الهاوايية إلى حين وصول المبشرين المسيحيين، كما لم يكن وجود لمصطلحي «الزوج» و«الزوجة» في اللغة الهاوايية، وحسب كتاب ميلتون دايموند «السلوك الجنسي قبل الوصول إلى جزر هاواي» غالبا ما يعود الامتياز للرؤساء. بل ويعتبر آباء الفتاة عملية الاقتران كعلاقة مصلحة، فإن كانت محظوظة، سيسمح لها بالاحتفاظ بذريته.
استُخدم التعبير نفسه لوصف الإستغلال الجنسي للعبيد في المستعمرات الأمريكية.
قام رئيس دولة زائير مبوتو سيسي سيكو بممارسة «حق السيد» في العصر الحديث أثناء جولة له في البلاد، حيث قدم له القادة المحليون العذراوات، ماعتبرته عائلات الفتيات شرف كبير لها.